# Myrmeleon januarius
Myrmeleon januarius là một loài côn trùng trong họ Myrmeleontidae thuộc bộ Neuroptera. Loài này được Navás miêu tả năm 1916.